# Johann von Herbeck
Johann Franz von Herbeck (Viena, Àustria, 25 de desembre de 1831 - 28 d'octubre de 1877) fou un compositor i director austríac, conegut per descobrir i dirigir per primera vegada la Simfonia núm. 8 de Franz Schubert.
Fou deixeble durant poc temps de Retter, i després estudià Dret, dedicant-se exclusivament a la música a partir de 1856, en què fou nomenat director del Männergesanggverein de Viena, amb la qual ressuscità moltes obres corals de Schubert, poc menys que oblidades. El 1858 formà una Societat coral mixta i ensems assolí el lloc de professor de cant del Conservatori, càrrec aquest últim que deixà el 1859 en ser-li confiada la direcció dels Gesellschafkonzerte, als que sabé donar un interès particular. El 1866 succeí en Randhartinger com a director de la Capella Reial i el 1869 fou nomenat primer director d'orquestra de l'Òpera i el 1870 director d'aquest teatre. Tant a Viena com a Pörtschach se li erigiren sengles monuments.
Les seves obres més importants són els cors per a veus d'homes, molt populars a Alemanya. També va compondre diverses obres religioses i algunes simfonies.
Una de les seves obres més reconegudes és Pueri Concinite, un motet de Nadal per a cor infantil i solista.